# Georg Michaelis
Georg Michaelis (Haynau, 8. rujna, 1857. – Bad Saarow, 24. srpnja, 1936.) bio je prvi njemački kancelar neplemićkog podrijetla.
Georg Michaelis se rodio u Haynau, svoje djetinstvo proveo je u Frankfurtu. Strudirao je pravo u Breslau, Leipzigu i Würzbergu od 1876. do 1884. postavši tako doktor prava. Od 1885. do 1889. živio je i radio u Tokiu kao profesor prava u pravnoj školi na Tokijskom sveučilištu.
Nakon toga uključio se u prusku diplomaciju. 1909. izabran je za podsektara državne blagajne u Berlinu. Od 1915. pa nadalje bio je vođa Reichsgetreidestelle ureda koji je bio odgovoran za prusku poljoprivredu u Prvom svjetskom ratu.
Nakon što je Theobald von Bethmann-Hollweg bio prisiljen dati ostavku 14. srpnja 1917. Michaelis je postao 6. njemački kancelar kao i predsjednik pruske vlade. Ostao je na toj poziciji do 31. listopada, 1917. kada je bio prisiljen na ostavku zato su ga sve više prozivali da je marioneta Paula von Hidenburga, Ericha Ludendorffa i vrhovnog stožera.
Od 1. travnja 1918. do 31. ožujka 1919. bio je Oberpräsident pruske provnicije Pomeranije. Nakon kraja Prvog svjetskog rata surađivao je s lokalnim radničkim i vojnim koncilima. Međutim ubrzo ga je zamijenila Socijalistička vlada Pruske.
Nakon njegovog otkaza. Michaelis je radio područjima ekonomskog lobiranja, u studenskim organizacijama i u luteranskoj crvki Synod of Prussia i postao je članom njemačke nacionalne stranke (DNVP). 1921. izdao je svoje memoare pod imenom Für Staat und Volk. Eine Lebensgeschichte.